# Fort Chambray

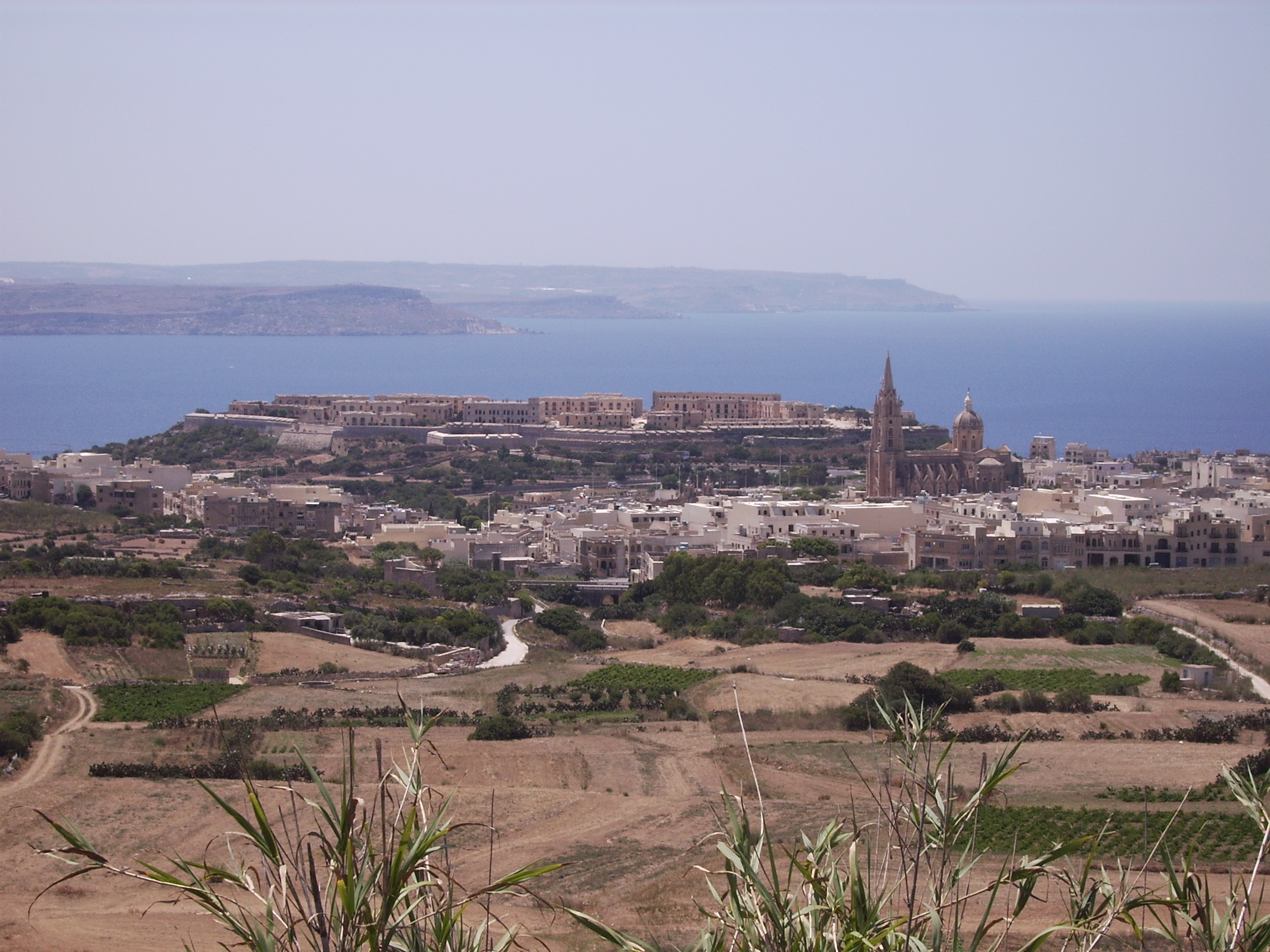
Blick von Nadur auf die Landseite von Fort Chambray

Fort Chambray ist eine während der Zeit der Herrschaft des Johanniterordens ab 1749 erbaute Festung auf der maltesischen Insel Gozo. Das westlich von Mġarr gelegene Fort war die letzte größere Befestigungsanlage, die vom Orden auf Gozo errichtet wurde. Das Fort wurde im bastionären Festungssystem nach den Vorstellungen Vaubans angelegt und war in seiner ursprünglichen Anlage weitgehend bis zum Beginn des 21. Jahrhunderts erhalten.

## Vorgeschichte
Die etwa sechs Kilometer nordwestlich der Hauptinsel Malta liegende und von dieser durch den Gozokanal getrennte Insel Gozo lieferte bis in das 19. Jahrhundert einen großen Teil der auf dem Archipel benötigten Lebensmittel. 1547 und 1550 überfielen osmanische Truppen die Insel, dabei wurden 1550 mehr als 1000 Einwohner in die Sklaverei verschleppt, was praktisch einer Entvölkerung der Insel gleichkam. Zusammen mit den 1548 und 1551 erfolgten Überfällen auf die Hauptinsel führte dies zu einer Hungersnot, die die Einwohnerzahl auf den niedrigsten Stand dieses Jahrhunderts sinken ließ. Zusätzlich bestand noch die Gefahr, das Gozo als Ausgangspunkt für eine Invasion der Hauptinsel genutzt werden konnte. Der Befestigung Gozos kam daher eine gewisse Bedeutung zu. Bei Inbesitznahme des Archipels durch den Johanniterorden war lediglich die Zitadelle der im Inneren Gozos gelegenen Hauptstadt Rabat befestigt. Dabei handelte es sich jedoch um eine mittelalterliche Burganlage ohne Bastionen, die bereits zu diesem Zeitpunkt aufgrund der aufkommenden Pulvergeschütze nicht mehr den militärischen Anforderungen genügte. Vom Orden wurde die Zitadelle modernisiert und erweitert, das Gelände und die begrenzten finanziellen Mittel des Ordens ließen jedoch eine entscheidende Verstärkung dieser Befestigungsanlage nicht zu. Auch konnte die Zitadelle im Falle eines Angriffs maximal einem Viertel der Bevölkerung Gozos Zuflucht gewähren.
Während der Herrschaft des Großmeisters Alof de Wignacourt errichteten die Ritter des Ordens auf Malta und Gozo ein System von Befestigungstürmen, die als Wignacourt Towers bekannt sind. Auf Gozo wurden 1605 der St Martin Tower bei Mġarr und 1616 der Marsalforn Tower errichtet. Diese Türme überwachten für eine Anlandung geeignete Küstenabschnitte. Aufgrund ihrer Größe und Bemannung konnten sie jedoch im Falle einer Invasion nur für eine begrenzte Zeit verteidigt werden, auch boten sie der Bevölkerung keine Zuflucht. Für die Abwehr von Streifzugunternehmen und Angriffen von Korsaren durchaus geeignet, konnten sie das Problem der Verteidigung Gozos im Falle einer Invasion nicht lösen. Unter Großmeister Jean de Lascaris-Castellar wurden zwischen 1630 und 1647 weitere Türme gebaut, die aufgrund ihrer Bauweise jedoch keine schweren Waffen tragen konnten und nur als Beobachtungstürme brauchbar waren. Die während der Herrschaft des Großmeisters Martin de Redin von 1657 bis 1660 erbauten De Redin Towers konnten zwar ein kleines Geschütz aufnehmen, dienten aber auch vorrangig als Beobachtungsposten.
Daher hatte bereits 1599 Giovanni Rinaldi die Möglichkeit des Baus eines Forts westlich von Mġarr untersucht. Rinaldi verwarf jedoch seinen Vorschlag, da der für den Bau vorgesehene Ort durch das höher liegende Gelände im Norden beherrscht wurde. Außerdem hielt er den anstehenden Kalkstein für zu weich und zu wenig tragfähig, um eine mächtige Befestigungsanlage zu errichten.
Im Jahre 1714 wurde der Bau eines Forts erneut erwogen, nachdem ein Bericht die Gefahr einer Besetzung der Insel aufgezeigt hatte. Das Fort sollte nach einem Entwurf des französischen Ingenieurs Jacob de Tigné errichtet werden. Aufgrund fehlender finanzieller Mittel wurde der Bau jedoch auf unbestimmte Zeit verschoben.

## Bau und Entstehung

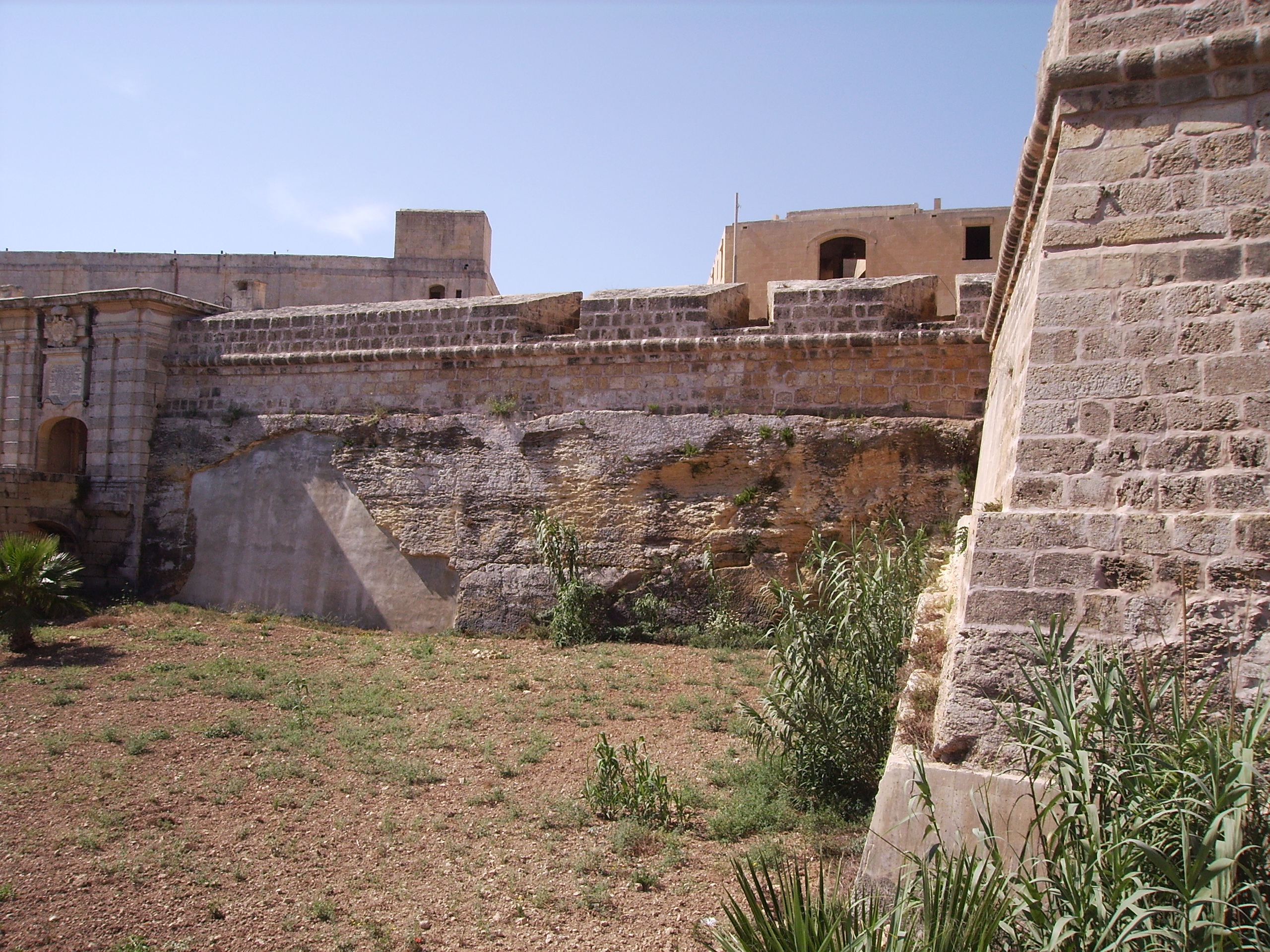
Blick auf die Kurtine mit dem Haupteingang, rechts im Bild ein Teil der St Paul’s bastion

Grundriss der Befestigungen. Dargestellt sind die heute noch vorhandenen Teile der Befestigungsanlagen des Forts

Im Jahr 1749 erklärte sich Generalleutnant Jacques François de Chambray, Kommandeur der Malteser Galeeren, bereit, den Bau des Forts zu finanzieren. Obwohl zwischen den beteiligten Festungsbaumeistern noch unterschiedliche Ansichten über die Anlage des Forts bestanden, wurde der Bau zügig begonnen. Für den Bau war Francesco Maradon verantwortlich. Im Jahre 1757 war der Bau der nach Norden ausgerichteten Landfront des Forts weitgehend abgeschlossen.
Die Anlage des Forts folgt dem von Sébastien Le Prestre de Vauban entwickelten bastionären Festungssystem. Die Landfront besteht aus einer breiten Zentralbastion und zwei seitlichen Halbbastionen. Alle Bastionen sind durch eine Kurtine verbunden. Den Bastionen und Kurtinen ist ein breiter trockener Graben vorgelagert. Die Zentralbastion, St Paul’s bastion genannt, wird durch eine im Graben liegende Kontergarde, St Paul’s counterguard geschützt. Vor der die westliche gelegene St Anthony’s bastion und die Zentralbastion verbindenden Kurtine wurde im Graben ein Ravelin angelegt. Der in der zwischen der Zentralbastion und der ostwärts gelegenen Notre-Dame demi-bastion gelegene Haupteingang des Forts wurde durch einen weiteren Ravelin gedeckt. An seinem westlichen Ende wurde der Graben durch eine Batterie abgeschlossen. Auf der feindwärtigen Seite des Grabens wurden in den einspringenden Winkeln Waffenplätze angelegt. Über die gesamte Länge zog sich ein gedeckter Weg, der durch quer laufende Traversen gesichert war. Am westlichen Ende wurde der Weg durch eine weitere Batterie abgeschlossen. Der Zugang zum Fort erfolgte vom vorgelagerten Waffenplatz über eine Brücke zum Ravelin und von dort über eine weitere Brücke zum Tor in der Kurtine. Beide Brücken besaßen einen Abschnitt, der als Zugbrücke hochgeklappt werden konnte. Die Gräben wurden in den anstehenden Kalkstein getrieben, die Mauern aus diesem Baumaterial errichtet. Wie schon bei den Befestigungstürmen kamen dabei für innere und äußere Mauer unterschiedliche Sorten von Kalkstein zur Anwendung. Der Raum zwischen diesen Mauern wurde mit Schotter gefüllt. Die nordwärts ausgerichtete Landfront stellte die am stärksten befestigte Seite des Forts dar.
Die westlich und ostwärts ausgerichteten Seiten des Forts waren weniger stark befestigt. Aus der nordwestlich gelegenen St Anthony’s bastion, die ursprünglich als Halbbastion geplant war, wurde eine vollwertige Bastion entwickelt. Sie wurde durch eine lange Kurtine mit der südwestlich gelegenen St Angelo’s bastion (auch als Guardian Angel bastion bezeichnet) verbunden. Auf dieser Bastion wurde 1760 ein ovales Pulvermagazin errichtet, das durch zusätzliche Mauern geschützt wurde. An der ostwärtigen Seite wurde von der Notre-Dame demi-bastion ein Wall bis zur Steilküste geführt. Auf diesem Wall wurden Geschützstellungen errichtet, die den Hafen von Mġarr beherrschten. Da im Süden das Gelände zur Küste steil abfällt, erschien eine stärkere Befestigung dort entbehrlich. Diese Seite der Festung wird lediglich durch eine Traverse gesichert. Die Aufstellung von Geschützen war dort offensichtlich nicht vorgesehen, eine Sicherung oder gar Beherrschung des Gozo Channel damit nicht möglich.
Im Inneren des Forts sollte eine Planstadt nach dem Vorbild Vallettas erbaut werden. Durch das rechtwinklige Straßennetz wurden vierundzwanzig Blocks erschlossen, die größtenteils eine rechteckige Form hatten. Im Zentrum des Forts sollten an einem größeren Platz auf gegenüberliegenden Seiten der Gouverneurspalast und eine Kirche gebaut werden. Andere Blocks waren für den Bau von Kasernen und Magazinen vorgesehen oder sollten im Falle einer Belagerung die Bevölkerung Gozos mit ihrem Vieh und sonstigen Vorräten aufnehmen. Diese Planungen wurden jedoch nie umgesetzt, der innere Raum des Forts blieb zunächst unbebaut. Grund war die Tatsache, dass die westliche und ostwärtige Befestigung des Forts als zu schwach und verletzlich angesehen wurde. Charles de Boulamaque schlug schon 1761 den Bau von mächtigen Retrenchments hinter diesen Wällen vor. Der Bau dieser Anlagen hätte den für die Anlage einer Siedlung verfügbaren Raum deutlich verringert. Boulamaque schlug weiterhin den Bau eines nördlich vorgelagerten Redoute vor. Letztendlich wurden weder die Redoute noch die Retrenchments errichtet, diese Planungen verhinderten jedoch die Anlage der geplanten Siedlung im Inneren des Forts.

## Militärische Nutzung

### Französische Besetzung der Inseln
Fort Chambray hatte lediglich einen militärischen Einsatz. Während der Besetzung der Insel Gozo landeten die französischen Truppen unter General Jean-Louis-Ebenezer Reynier in der ostwärts der San Blas Bay gelegenen Halbinsel Rdum il-Kbir am 10. Juni 1798  an. Die 3. Kompanie der Grenadiere und die 95. Halbbrigade umgingen damit die in der San Blas Bay errichten vier modernen Küstenbatterien und griffen anschließend die an der rechten Flanke der Bay gelegene Redoute an. Die Verteidigung der Truppen des Ordens löste sich daraufhin auf. Sie wichen ungeordnet auf Fort Chambray zurück. Die französischen Truppen folgten ihnen. Nach einigen Schüssen auf die Angreifer ergab sich die Besatzung des Forts. Mit Einbruch der Dämmerung war ganz Gozo von französischen Truppen besetzt.
Nach Ausbruch des Aufstandes der einheimischen Bevölkerung im September 1798 blockierte die Royal Navy unter Horatio Nelson zusammen mit einer portugiesischen Flotte unter dem Marquis de Nizza ab dem 12. Oktober die Inseln. Am 28. Oktober landete schließlich Captain Alexander Ball mit einem kleinen Kontingent britischer Truppen auf den Inseln, um den Aufstand zu unterstützen und vor allem den dringend benötigten Nachschub zu sichern. Fort Chambray wurde am gleichen Tage von britischen Truppen unter Cresswell angegriffen und erobert. Nachfolgend verlagerten sich die militärischen Auseinandersetzungen auf die Hauptinsel, Fort Chambray blieb in britischer Hand.

### Britische Besatzungszeit

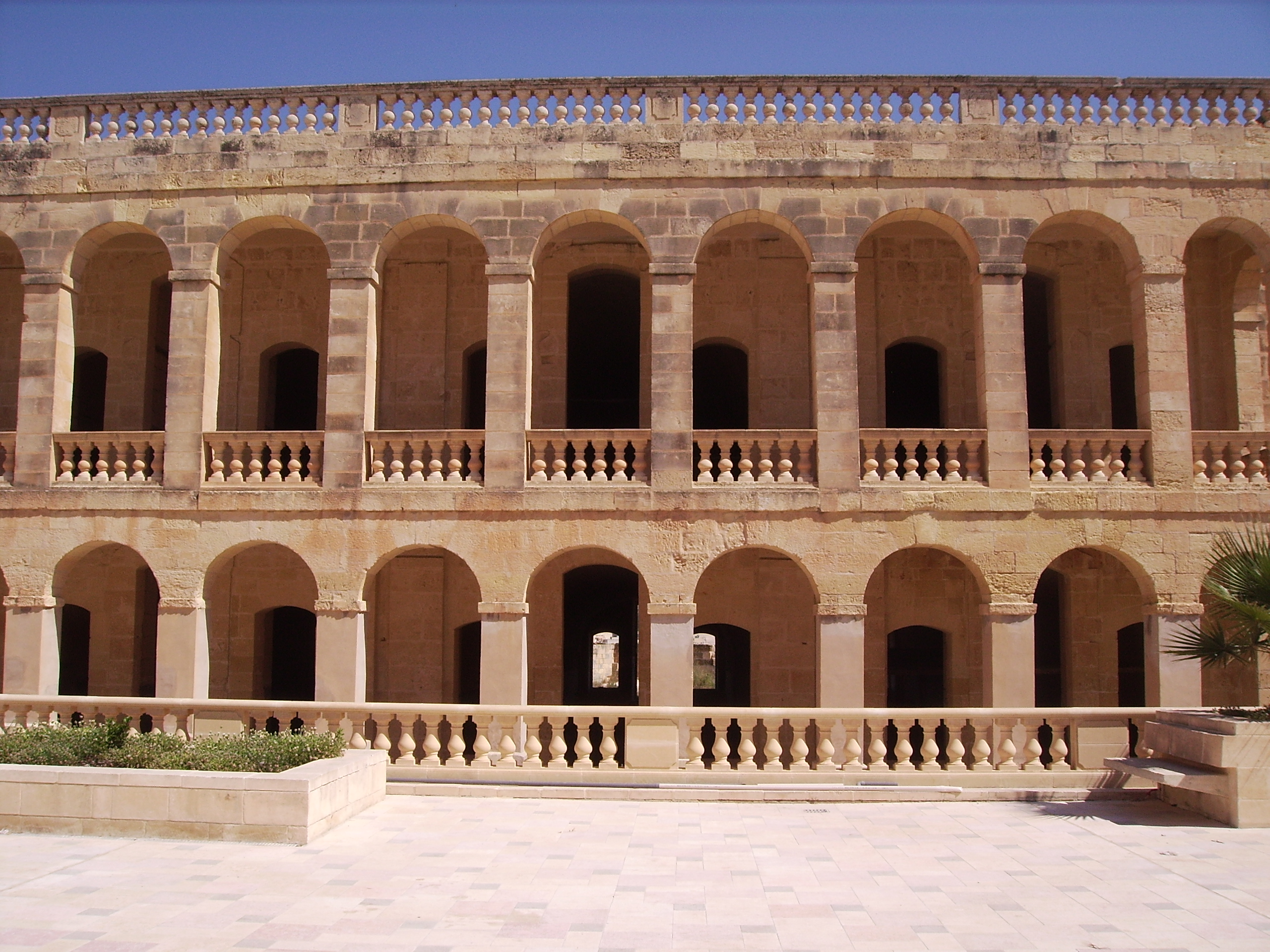
Britische Kaserne innerhalb der Festung

Während der britischen Besatzungszeit verlor das Fort an militärischer Bedeutung. Die Briten konzentrierten sich zunächst auf die Verteidigung des Bereiches um den Grand Harbour. Ab Mitte des 19. Jahrhunderts war das Fort von der Entwicklung der Artillerie überholt. Lieutenant-Colonel William Jervois, Deputy Director of Work for Fortifications und Mitglied der Royal Commission on the Defence of the United Kingdom inspizierte 1864–1866 Aden, Gibraltar und Malta und legte am 23. Juni 1866 seinen Bericht zu Malta unter dem Titel “Memorandum with reference to the improvements to the defences of Malta and Gibraltar, rendered necessary by the introduction of Iron Plated Ships and powerful rifled guns” vor. Infolge des Berichtes wurden an den landungsgefährdeten Abschnitten der Hauptinsel Küstenbefestigungen ausgebaut oder neu errichtet. Eine Befestigung der Insel Gozo sah der Bericht nicht vor. Auch spätere britische Verteidigungsplanungen berücksichtigten Gozo nicht.

### Hospital
Das Fort diente nachfolgen zunächst der Unterbringung britischer Truppen. Im Inneren des Forts wurden dreistöckige Kasernen erbaut, in denen 250 Soldaten untergebracht werden konnten. 1830 wurde innerhalb der Festung ein kleines Hospital angelegt. Es verfügte über vier Stationen mit eigener Küche und Chirurgie. Das Hospital konnte zwanzig Kranke bzw. Verwundete aufnehmen. Von zeitgenössischen Beobachtern wurde das Hospital als außergewöhnlich komfortabel eingeschätzt.
1853 brach der Krimkrieg aus. Bis zu seinem Ende 1856 wurden in dem Hospital Verwundete aus diesem Krieg behandelt. Für ihre Unterbringung wurden dreißig große Holzbaracken errichtet, von denen jede fünfzig Verwundete aufnehmen konnte. Zusätzlich wurden mehrere Bäder und zwei Leichenhallen erbaut. Das Personal bestand aus einem Superintendenten, einem Nachschuboffizier, einem Apotheker, vier Chirurgen und vier Feldscheren. Die Ausrüstung wurde in zeitgenössischen Berichten als außerordentlich gut bezeichnet. Nach dem Ende des Krimkrieges wurden die Anlagen von britischen Seeleuten und Soldaten, aber auch von der maltesischen Zivilbevölkerung genutzt.
1882 wurden während eines britisch-ägyptischen Konflikts die militärisch-medizinischen Tätigkeiten im Zuge der Bekämpfung der Urabi-Bewegung in Ägypten wieder aufgenommen. Der massenhafte Zustrom von Verwundeten setzte nach dem Marsch nach Kassassin und der Schlacht von Tel-el-Kebir ein. Neben militärischen Personal wurden auch fünf Krankenschwestern zur Betreuung der Verwundeten eingesetzt. Untergebracht wurden die Verwundeten in einer ehemaligen Kaserne, die 150 bis 200 Patienten aufnehmen konnte.
Während des Ersten Weltkrieges nahm das Hospital vor allem Rekonvaleszenten auf. Dadurch konnten die überfüllten Hospitäler auf Malta, so das Royal Navy Hospital Mtarfa, entlastet werden. Insgesamt wurden von Oktober 1915 bis zum März 1916 1579 Soldaten behandelt. Im Oktober und November 1915 nahm das Hospital wöchentlich 2000 Verwundete aus der Schlacht von Gallipoli auf, dazu kamen zwischen dem 2. und 9. Dezember 1915 nochmals 6341 Verwundete der Salonika-Expedition. Mit dem Rückgang der Verwundetenzahlen konnte die Rekonvaleszenzeinrichtung im März 1916 geschlossen werden.

### Friedhöfe
Es existierten insgesamt 3 Friedhöfe auf dem Areal der Festung. Sie wurden ab 1800 angelegt. Ein Friedhof für Protestanten befand sich innerhalb der Festung. Zwei weitere, einer für Katholiken und ein zweiter für Protestanten lagen außerhalb der Festungsmauern im Graben. Der Garnisonsfriedhof für die britischen Truppen wurde Mitte der 1980er Jahre rücksichtslos zerstört, um Platz für eine touristische Anlage zu schaffen. Die Anlage wurde jedoch nie wie geplant errichtet. Unter den zerstörten Grabmalen befanden sich auch kulturhistorisch wertvolle, im neoklassizistischen Stil errichtete freistehende Sarkophage. Die Überreste des Friedhofs wurden im Juli 1991 endgültig beseitigt und die Toten zum Friedhof Santa Maria in der Nähe von Xewkija überführt. Die Zerstörung des Friedhofes wird teilweise als schwerer Verlust des kulturellen Erbes der Insel und Akt des Vandalismus betrachtet.

## Zivile Nutzung

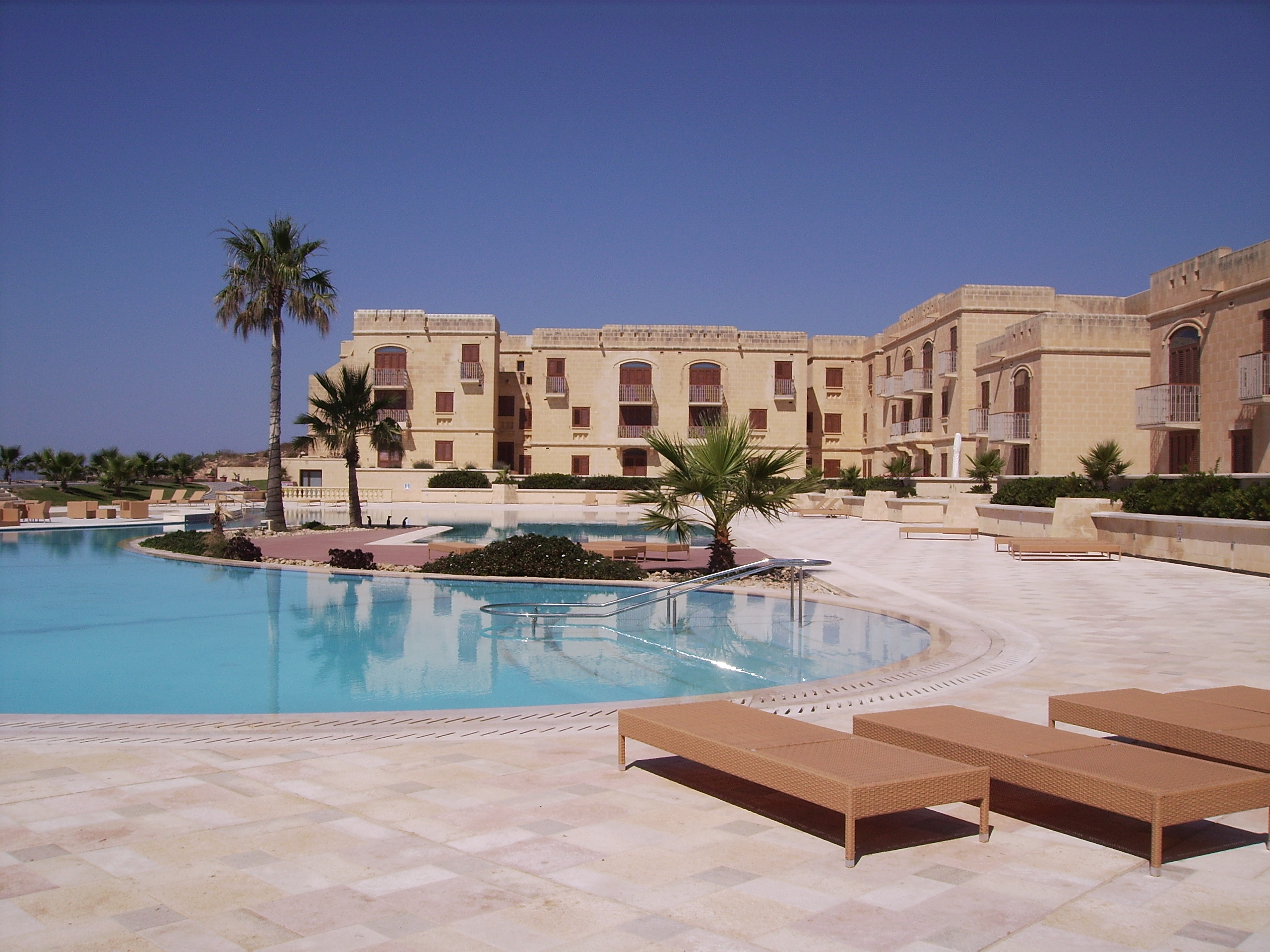
Die neue Apartmentanlage heute

Das Hospital innerhalb der Festung wurde ab 1916 nicht mehr durch das Militär genutzt. Von 1934 bis 1983 diente die Anlage als psychiatrische Klinik, in der bis zu 200 chronisch Kranke aufgenommen wurden. Die ehemaligen Unterkünfte für verheiratete Soldaten wurden, da von der psychiatrischen Klinik entfernt gelegen, als Leprastation genutzt. Am 9. Dezember nahm die Station ihre Tätigkeit auf, als fünfzehn Patienten von der Hauptinsel überführt wurden. Die Nutzung der Sacred Heart Hospital genannten Einrichtung endete 1956.
Im Jahre 1971 sollte ein Hotelkomplex mit 320 Betten entstehen. 1987 versuchte ein lokaler Veranstalter sogenannte Festungsferien anzubieten. In den frühen 1990er Jahren gab es erneut Projekte, das Areal zu einem Ferienkomplex auszubauen. Sämtliche Projekte und Arbeiten wurden im Juli 2003 gestoppt. 2004 unterzeichnete der damalige Minister für IT&Investment Austin Gatt ein Abkommen mit einem gozitanischen Geschäftsmann. Ziel dieses Abkommens war es, Fort Chambray in eine luxuriöse Apartmentsiedlung umzuwandeln. Das Projekt soll in 3 Phasen abgeschlossen sein. In den letzten Jahren kam es öfter zu Kontroversen bezüglich der Vorgehensweise der maltesischen Regierung beim Verkauf. Ebenso wird in der Öffentlichkeit angemahnt, dass beim Bau der Appartements historische Bausubstanz zerstört wird.